# Модестов, Борис Петрович
Борис Петрович Модестов (3 декабря 1868, Рязань – 1909) — русский астроном.

## Биография
Из дворян Рязанской губернии. 
В 1892 году окончил Московский университет с золотой медалью за сочинение «Двойные звезды».
С 1895 года работал на Московской астрономической обсерватории, с 1903 года — на Пулковской обсерватории.
В 1896—1901 годах повторил наблюдения зоны Швейцера.
Занимался двойными звездами, составил каталог звезд от 0 до +4° (по программе Боннского обозрения).
Его каталог был первым своевременно законченным крупным каталогом, выпущенным в Москве.
В 1899 году Модестов издал ценную монографию о двойных звездах.
После него систематическая работа на меридианном круге была возобновлена только с 1918 года С. А. Казаковым (зона 50—55°); эта работа, продолжавшаяся в течение двух десятилетий, так и осталась незаконченной.